# Scarborough-Est
Pour les articles homonymes, voir Scarborough.

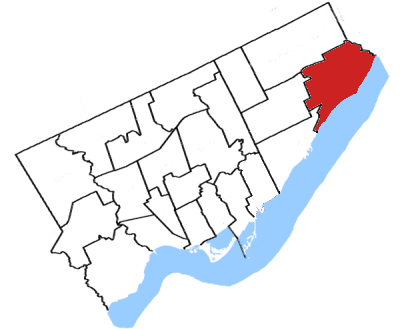
Localisation de la circonscription

Scarborough-Est fut une circonscription électorale fédérale de l'Ontario, représentée de 1968 à 2003. 
La circonscription de Scarborough-Est a été créée en 1966 d'une partie de York—Scarborough. Abolie en 2003, elle fut redistribuée parmi Pickering—Scarborough-Est et Scarborough—Guildwood.

## Géographie
En 1966, la circonscription de Scarborough-Est comprenait:
- Le quartier de Scarborough dans l'est de la ville de Toronto

## Députés
1. 1968-1972 — Martin O'Connell, PLC
2. 1972-1974 — Reg Stackhouse, PC
3. 1974-1979 — Martin O'Connell, PLC (2)
4. 1979-1984 — Gordon Gilchrist, PC
5. 1984-1993 — Bob Hicks, PC
6. 1993-1997 — Doug Peters, PLC
7. 1997-2004 — John McKay, PLC

- PC = Parti progressiste-conservateur
- PLC = Parti libéral du Canada